# Drummond Peak
Drummond Peak är en bergstopp i Antarktis. Den ligger i Västantarktis. Nya Zeeland gör anspråk på området. Toppen på Drummond Peak är 672 meter över havet.
Terrängen runt Drummond Peak är lite kuperad, och sluttar söderut. Trakten är obefolkad. Det finns inga samhällen i närheten.